# Miroslav Pržulj

Miroslav Pržulj (Lepi Mića)

Miroslav Pržulj (serbisch-kyrillisch Мирослав Пржуљ) (* 1. Januar 1959 in Sarajevo, Sozialistische Föderative Republik Jugoslawien), bekannt unter seinem Künstlernamen Lepi Mića (serbisch-kyrillisch Лепи Мића), ist ein bosnisch-serbischer Turbofolk-Sänger und Reality-TV-Schauspieler.

## Leben und Karriere
Pržulj wurde am 1. Januar 1959 in der jugoslawischen Stadt Sarajevo geboren. Nach seinem Schulabschluss arbeitete er zunächst als Kellner und besuchte währenddessen die Musikschule. Seine musikalische Karriere begann im Jahr 1989, als er das Album Rulet sreće veröffentlichte. Ein Jahr später folgte U ovom gradu.
Während des Bosnienkrieges ab 1992 verließ er das belagerte Sarajewo und zog nach Belgrad. Dort nahm er 1992 das Album Republika Srpska auf, das nationalistische und großserbische Inhalte hatte. Weitere Veröffentlichungen während des Krieges waren 1993 Pravoslavci und 1994 Gde cvetaju bozuri. Ženo plave kose erschien 1996 und Svaka me zima na tebe sjeća im Jahr 1998. Danach legte Pržulj eine zehnjährige musikalische Pause ein und kehrte 2008 mit dem nationalistischen Album Oj Srbijo, majko moja zurück. 2017 erschien nach erneut fast zehnjähriger Pause ein neues Musikalbum mit dem Titel Četnički Vojvoda Milan II Kuzmanović (Procvat).
Zudem nahm er an der 5., 6. und 7. Staffel der serbischen Ausgabe der Reality-TV-Show Die Farm teil, welche 2013, 2015 und 2016 in Serbien, Montenegro und Bosnien-Herzegowina ausgestrahlt wurden. Sein erster Versuch, die Sendung zu gewinnen, scheiterte nach einer Disqualifikation aufgrund von „Hassrede“. Auch seine Versuche, in den beiden folgenden Staffeln zu gewinnen, waren nicht erfolgreich – er schied früh aus. Pržulj nahm auch an der ersten Staffel der Nachfolgesendung Zadruga teil, welche vom 6. September 2017 bis 20. Juni 2018 stattfand. Er erreichte von 30 Teilnehmern den 12. Platz.
Pržulj lebt mit seiner Frau in Belgrad.

## Diskografie

### Alben
- 1989: Rulet sreće
- 1990: U ovom gradu
- 1992: Republiko Srpska
- 1993: Pravoslavci
- 1994: Gde cvetaju bozuri
- 1996: Ženo plave kose
- 1998: Svaka me zima na tebe sjeća
- 2008: Oj Srbijo, majko moja
- 2017: Četnički Vojvoda Milan II Kuzmanović (Procvat)

### Singles (Auswahl)
- 1992: Rodjendan Republike Srpske
- 2018: Ma Gde God Bila (mit Djexon)